# Amény (vizir d'Amenemhat III)
Pour les articles homonymes, voir Amény.
Amény est un vizir sous le roi Amenemhat III, dans la XIIe dynastie.

## Attestation
Amény n'est connu que par des inscriptions rupestres près d'Assouan, en Haute-Égypte, où de nombreux fonctionnaires de la région, mais aussi des fonctionnaires de la cour en mission, ont gravé des textes dans la roche, qui mentionnent souvent leurs titres et les membres de leur famille. Amény porte ici les titres de « Superviseur de la ville » et de « vizir ». Sa femme Sehetepibrê-Nehy est mentionnée dans les inscriptions et elle est connue par d'autres monuments comme étant la fille du surveillant des troupes Amény qui vivait sous Sésostris Ier ou Amenemhat II, ce qui fournit également une date pour le vizir Amény.